# Begonia parilis
Espèce
Begonia parilis est une espèce de plantes de la famille des Begoniaceae. Ce bégonia est originaire du Brésil. L'espèce fait partie de la section Pritzelia. Elle a été décrite en 1953 par Edgar Irmscher (1887-1968). L'épithète spécifique parilis vient du latin et signifie « égal ».

## Description

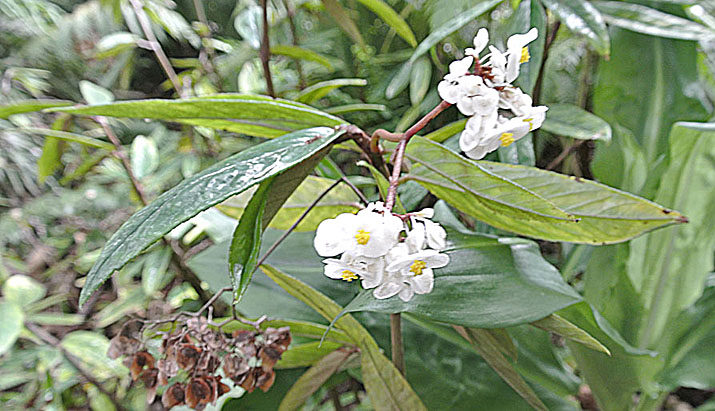
Détail des fleurs et fruits

## Répartition géographique
Cette espèce est originaire du pays suivant : Brésil.